# 新潟放送
株式會社新潟放送（日语：／ Niigata Hōsō */?；東證JQ：9408 ），簡稱BSN，是日本的一家以新潟縣為放送範圍的廣電兼營台。新潟放送的廣播服務於1952年12月24日開播，識別呼號為JODR，是JRN和NRN聯播網成員。電視服務於1958年12月24日開播，電視識別呼號為JODR-DTV，遙控器號碼是6頻道，是JNN聯播網成員。新潟放送是新潟縣第一家民營廣播公司，也是新潟縣唯一的廣電兼營台，同時是日本少數股票上市的地方電視台。新潟放送預計將從2023年6月1日實行廣播控股公司制度，更名為BSN媒體控股。

## 資本構成
下表列出2020年3月時新潟放送的主要股東：
| 資本金  | 發行股份總數 | 股東數 |
| ------- | ------------ | ------ |
| 3億日元 | 6,000,000股  | 1,173  |

| 股東           | 持股數    | 比例   |
| -------------- | --------- | ------ |
| 新潟日報社     | 765,000股 | 12.76% |
| 越後交通       | 579,000股 | 09.65% |
| 東京放送控股   | 485,000股 | 08.08% |
| broadpeak（ブロードピーク）  | 471,000股 | 07.85% |
| 第四銀行       | 299,000股 | 04.99% |
| 第四lease（第四リース）  | 256,000股 | 04.27% |
| 佐藤食品       | 136,000股 | 02.26% |
| 加拿大皇家銀行 | 120,000股 | 02.00% |
| 瑞穗信託銀行   | 107,000股 | 01.78% |
| 大光銀行       | 90,000股  | 01.50% |
| 日本生命保險   | 90,000股  | 01.50% |

## 歷史
1950年「電波三法」（《電波法》、《放送法》、《電波監理委員會設置法》）公布後，日本各地紛紛出現以本地報社牽頭設立民營電台的運動。新潟日報社在1951年決定申請設立民營電台，並在1952年4月19日舉辦新潟電台（ラジオ新潟）設立發起人總會:15-16。新潟電台於同年5月提出電台執照申請，並在10月18日獲得預備執照:16-17。同時新潟電台在10月11日舉辦創立總會，14日登記成立公司:18。為獲得足夠資金，新潟電台還向新潟縣各自治體政府集資約1,800萬日元:17。在準備時期及開播初期，新潟電台並沒有自己的大樓，而是在新潟市大和百貨店七層播音:20-21。1952年12月25日早晨5時57分，新潟電台正式開播:24。1953年，新潟電台實現扭虧為盈，並實現全天無中斷播出:28。翌年新潟電台工會成立:264。
1955年10月1日，新潟市發生大火，新潟電台所在的大和百貨店也被燒毀:36。新潟電台員工在大火中被迫從大和百貨店撤退，由長岡放送局接替總部播出錄音的大火新聞:38-39。大火之後，新潟電台迅速設立臨時總部並堅持播出:40-42，同時在新潟市川岸町購買土地修建自有的新總部:43-44。1956年5月25日，新潟電台開始從新總部播出節目:45。
新潟電台在1956年就設立了「電視準備委員會」，並在翌年10月22日獲得電視播出執照:56-58。為滿足播出電視所需的硬體條件，新潟電台對總部進行了擴建:62-63。1958年12月25日，新潟電台正式開始播出電視節目:63。翌年8月，新潟電台電視部門加入JNN聯播網。1961年，新潟電台將公司名稱改為新潟放送，英文簡稱從RNK改為BSN:75。同時新潟放送開始涉足廣播電視以外的事業，在1962年成立了「新潟放送興業」、「BSN音樂配給」兩家子公司:77。1964年5月，新潟放送設立了BSN新潟美術館，是新潟縣第一家私營美術館:77；同年新潟放送主辦了第七屆日本民營廣播大會，是首個主辦民營廣播大會的地方廣播公司:80。
1964年6月16日新潟地震時，新潟放送在地震後74分就播出現場畫面，比NHK要早35分:88。憑藉自家發電設備，新潟放送得以避免停播事態的發生，堅持正常播出:88。新潟放送亦憑藉對這次地震的報道而在翌年的民放大會上獲得四項民放聯賞最優秀賞:99。地震後不久的1964年10月1日，新潟放送開始播出彩色電視節目:106。1966年，新潟放送分館大樓竣工。這座建築地上有6層，並在屋頂建有鐵塔，建築面積達2,541平方公尺:101。同年新潟放送電視部門每週自製節目的時長增加到5小時45分:105。新潟放送還於1965年嘗試在高田支社製作面向上越地方的節目，這一嘗試持續了7年:105。1975年，新潟放送和美國德克薩斯州休斯敦的地方電視台KPRC-TV簽訂了姊妹台協議，這也是新潟放送的第一個海外姊妹台:139。
新潟放送在1979年導入了電子新聞採集（ENG）系統:157。隨著新潟縣第三家及第四家民營電視台相繼開播，新潟放送也開始面臨更為激烈的廣告競爭:169-161、164-165。1985年，新潟放送宣布將修建總部新館:175-176，並在1987年6月30日竣工:180。新潟放送新館的一層設有新的廣播錄音棚及電視攝影棚、二層設有各事務部門、三層設有電視主控室、四層設有廣播主控室、五層設有會議室、六層是董事室、七層則是無線機械室。屋頂設有新的鐵塔:181。1987年度，新潟放送的廣播及電視部門收入達83億日元，時隔4年再次超過80億日元:197。1991年度，新潟放送的營業額達94.29億日元，盈利超過8.83億日元:351。
1992年3月，新潟放送刷新了企業識別，啟用了現行商標:360。新潟放送的股票於2004年在JASDAQ上市。2006年4月1日，新潟放送開始播出數位電視訊號，並於2011年7月24日停止播出類比電視。2014年，新潟放送將其持有的賓館「義大利軒」（イタリア軒）出售給NSG集團。2019年4月1日，新潟放送開始在AppStore和GooglePlay提供自家App；2020年8月時，該App的下載次數已經超過4萬次。

## 廣播部門
在1955年的第一次收聽率調查時，新潟電台就取得了超過NHK的收聽率:59。但隨著電視快速取代廣播，成為大眾娛樂生活的主角，新潟放送廣播部門的廣告收入自1962年開始減少:78。對此新潟放送通過增加長時間新聞資訊節目的比例等方式使廣播的媒體價值再次得到認可，廣告收入也重新增加:123-124。1970年代後，隨著廣播從家庭向的媒體變為個人向的媒體，新潟放送廣播部門增加了面向司機、青年聽眾等特定聽眾層的節目:193。
2012年，新潟放送加入了網路電台radiko服務，聽眾在網上就能收聽新潟放送的節目。2015年11月開始，新潟放送提供FM廣播服務。

## 電視部門
1977年開始播出的《BSN新聞廣角》是新潟放送的第一個大型自製帶狀新聞節目，播出長達28年。在開播後至1980年代，該節目曾穩定獲得15%前後的高收視率，穩居同時段第一位:195。2005年，《BSN新聞廣角》節目被《晚間王國!》節目取代。新潟放送現在於週一至週五傍晚播出的自製新聞節目是2016年開始播出的《BSN NEWS yunavi》。
1984年至1994年，新潟放送曾在週六正午播出《週六Yoisho!!》節目，是新潟放送的招牌自製綜藝節目，獲得過10%前後的高收視率:194-195。2011年開始，新潟放送在每週三19時播出自製資訊節目《週三就看BSN》。該節目也是新潟縣民營電視台第一個在黃金時段播出的自製節目。新潟放送還在週二深夜播出自製綜藝節目《新潟女子部!》。

## 外部連結
- BSN新潟放送 （页面存档备份，存于）
- BSN新潟放送的X（前Twitter）
- BSN新潟放送的Facebook專頁
- YouTube上的BSN新潟放送頻道